# ريا (بافيا)
ريا (بالإيطالية: Rea, Lombardy)‏ هي بلدة تقع في مقاطعة بافيا بإقليم لومبارديا في شمال إيطاليا. تبلغ مساحة هذه المدينة 3 (كم²)، وترتفع عن سطح البحر 63 م، بلغ عدد سكانها 462 نسمة في عام 2004 حسب إحصاء المعهد الوطني للإحصاء.

## السكان
في سنة 1861 بلغ عدد السكان 818 نسمة، وتطور العدد ليصل في سنة 2011 لـ 432 نسمة.
يظهر هذا المخطط البياني تطور النمو السكاني لـ ريا (بافيا)